# Islote Cirilo
Die Islote Cirilo (spanisch) ist eine Insel vor der Nordspitze der Antarktischen Halbinsel. Sie ist die nordöstlichste der Danger-Inseln und liegt 20 km ostsüdöstlich des Moody Point, des östlichen Ausläufers der Joinville-Insel.
Chilenische Wissenschaftler benannten sie nach Cirilo Téllez Almonacid, Heizer auf der Yelcho bei der 1916 durchgeführten Rettung der auf Elephant Island gestrandeten Teilnehmer der Endurance-Expedition (1914–1917) des britischen Polarforschers Ernest Shackleton.